# ロビン・ハック
ロビン・ハック（Robin Hack, 1998年8月27日 - ）は、ドイツ・バーデン＝ヴュルテンベルク州プフォルツハイム出身のサッカー選手。ブンデスリーガ・ボルシア・メンヒェングラートバッハ所属。ポジションはFW。

## クラブ経歴
カールスルーエSCなどのユースを経て、2012年にTSG1899ホッフェンハイムユースチームに入団。2015年にU-19ユースチームに昇格。2015-16シーズンに2ゴールを決めると、翌2016-17シーズンは15ゴールを記録。2017-18シーズンはチームIIに昇格した後2017年10月1日のSCフライブルク戦でのブンデスリーガデビュー戦でいきなり初ゴールも記録。しかし、その後はトップチーム定着までには至らず。
2019年6月、1.FCニュルンベルクと契約。加入1年目の2019-20シーズンは2部リーグで10ゴールを決めた。
2021年8月10日、アルミニア・ビーレフェルトと4年契約を締結したことが発表された。
2023年6月26日、ボルシア・メンヒェングラートバッハに4年契約で移籍した。

## 代表経歴
2014年から6年間、ユース世代のドイツ代表でプレー。2017年にはUEFA U-19欧州選手権2017に出場した。